# Avon Championships of Boston 1982
Avon Championships of Boston 1982  — жіночий тенісний турнір, що проходив на закритих кортах з килимовим покриттям Boston University Walter Brown Arena в Бостоні (США). Належав до Avon Championships circuit 1982. Турнір відбувся вдев'яте і тривав з 15 березня до 21 березня 1982 року. Несіяна Кеті Джордан здобула титул в одиночному розряді й отримала за це 30 тис. доларів США.

## Фінальна частина

### Одиночний розряд
Кеті Джордан —  Венді Тернбулл 7–5, 1–6, 6–4
- Для Джордан це був 1-й титул в одиночному розряді за сезон і 3-й — за кар'єру.

### Парний розряд
Кеті Джордан /  Енн Сміт —  Розмарі Касалс /  Венді Тернбулл 7–6(9–7), 2–6, 6–4

## Розподіл призових грошей
| Дисципліна       | П       | F       | ПФ     | ЧФ     | 1/8    | 1/16   |
| Одиночний розряд | $30,000 | $15,000 | $7,350 | $3,600 | $1,900 | $1,100 |